# Mulgoa, New South Wales
Mulgoa este o suburbie în Sydney, Australia.